# Matic Anžej
Matic Anžej, slovenski violinist in učitelj, * 1982
Je član Slovenske filharmonije in zakoniti zastopnik Društva Komorni godalni orkester Slovenske filharmonije. Poučuje na Konservatoriju za glasbo in balet Ljubljana.
Bil je član tria Altair, katerega mentor je bil Tomaž Lorenz.

### Začetki
Njegova mama je bila profesorica klavirja. Obiskoval je OŠ Simona Jenka v Kranju. Na Glasbeni šoli v Kranju se je učil pri profesorici Branki Marčan, v tistem času je delal tudi s Cirilom Veronekom s Srednje glasbene šole v Ljubljani.

### Srednja šola in študij
Na Srednji glasbeni in baletni šoli Ljubljana je bil učenec pri Volodji Balžalorskem. Končal jo je leta 1999. Na Akademiji za glasbo v Ljubljani je bil podiplomski študent v razredu profesorja Primoža Novšaka.
Kot srednješolec je med svoje vzornike uvrstil Davida Ojstraha, Viktorja Tretjakova in Jašo Heifetza.
Bil je eden od štirih violinistov, ki so bili izbrani za delavnice pri Yehudiju Menuhinu 15. julija 1998 v okviru 46. mednarodnega poletnega festivala Križanke '98.

## Nastopi
- 2. marec 2008 (premiera): Neskončnost je večnost (Anton Podbevšek teater). Cankarjev dom - plesno slovo Andreja Škufce in Katarine Venturini (kot član godalnega kvarteta)[9][10]